# Dendrobium lobatum
Dendrobium lobatum là một loài thực vật có hoa trong họ Lan. Loài này được (Blume) Miq. mô tả khoa học đầu tiên năm 1859.